# Fillières
Fillières é uma comuna francesa na região administrativa de Grande Leste, no departamento de Meurthe-et-Moselle. Estende-se por uma área de 14,21 km². Em 2010 a comuna tinha 520 habitantes (densidade: 36,6 hab./km²).